# جان ألت
جان ألت (بالفرنسية: Jean Alt)‏ هو عالم فرنسي، ولد في 8 أغسطس 1921 في باريس في فرنسا، وتوفي في 21 يوليو 1991 في فرنسا.